# Hamirpur (Uttar Pradesh)
Hamirpur è una suddivisione dell'India, classificata come municipal board, di 32.035 abitanti, capoluogo del distretto di Hamirpur, nello stato federato dell'Uttar Pradesh. In base al numero di abitanti la città rientra nella classe III (da 20.000 a 49.999 persone).

## Geografia fisica
La città è situata a 25° 56' 60 N e 80° 9' 0 E e ha un'altitudine di 79 m s.l.m..

## Società

### Evoluzione demografica
Al censimento del 2001 la popolazione di Hamirpur assommava a 32.035 persone, delle quali 17.349 maschi e 14.686 femmine. I bambini di età inferiore o uguale ai sei anni assommavano a 4.230, dei quali 2.259 maschi e 1.971 femmine. Infine, coloro che erano in grado di saper almeno leggere e scrivere erano 22.592, dei quali 13.441 maschi e 9.151 femmine.